# Halukviit (Fluss)
Der Halukviit ist ein 70 km langer Zufluss der Dease Strait auf Victoria Island in Nunavut im Norden Kanadas. Der Flussname wurde 2012 offiziell vergeben. Es handelt sich um ein Wort aus dem westkanadischen Inuinnaqtun-Dialekt der Inuktitut-Sprache. Weiterhin wird der Fluss in offiziellen Publikationen als Halokvik River bezeichnet. Ein weiterer inoffizieller Name ist 30 Mile River („30-Meilen-Fluss“).

## Verlauf
Der Halukviit bildet den Abfluss eines 82 km² großen 105 m hoch gelegenen namenlosen Sees im Süden von Victoria Island. Er verlässt den See an dessen südöstlichen Seeende und fließt in überwiegend östlicher bis ostsüdöstlicher Richtung zum Meer. Der Halukviit mündet schließlich in die Dease Strait, westlich der Wellington Bay sowie 80 km westlich von Cambridge Bay. Unmittelbar östlich der Flussmündung befindet sich die gleichnamige Landspitze und Halbinsel Halukviit. Das Einzugsgebiet des Halukviit umfasst etwa 2450 km².

## Flussfauna
Im Halukviit kommt der Wandersaibling (Salvelinus alpinus) vor. Zwischen 2013 und 2015 wurde an der Flussmündung ein temporäres Wehr betrieben, das die im Spätsommer (von Mitte August bis einschließlich der ersten Septemberwoche) flussaufwärts wandernden Fische zur wissenschaftlichen Erfassung einfing. Die Fischpopulation dient der Bevölkerung von Cambridge Bay als Nahrungsquelle und wurde zumindest in der Vergangenheit auch kommerziell befischt.